# کورت شویترس
کورت هرمان ادوارد کارل یولیوس شویترس(به آلمانی: Kurt Hermann Eduard Karl Julius Schwitters)(زادهٔ ۲۰ ژوئن ۱۸۸۷ – مرگ ۸ ژانویه ۱۹۴۸) نگارگر آلمانی بود.
شویترس در چندین سبک و رسانه کار کرد، از آن جمله دادائیسم، ساخت‌گرایی، سوررئالیسم، سفال‌گری، آواها، نگارگری، مجسمه‌سازی، هنر گرافیک، نقاشیخط و چیزی که در آینده هنر چیدمان خوانده‌شد. او بیشتر به دلیل کلاژهایش که تصاویر مرتس نام دارد مشهور است.

## نگارخانه

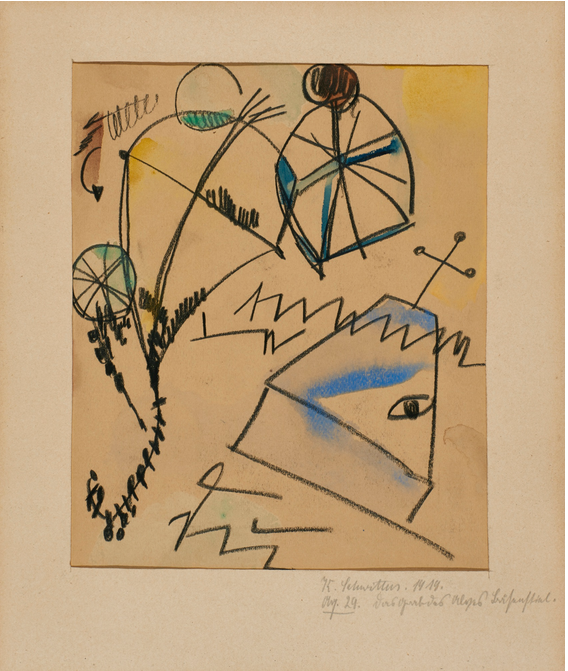
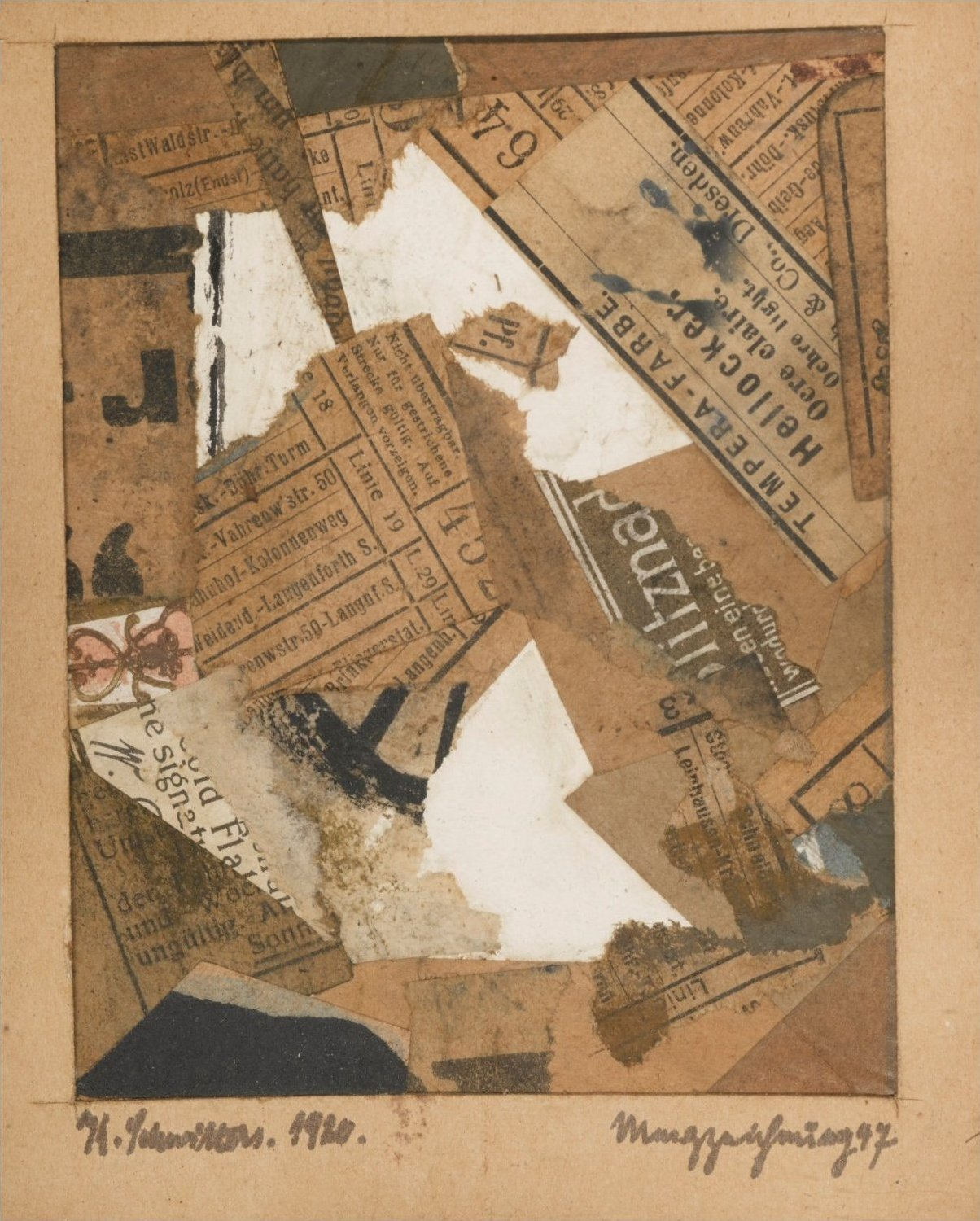
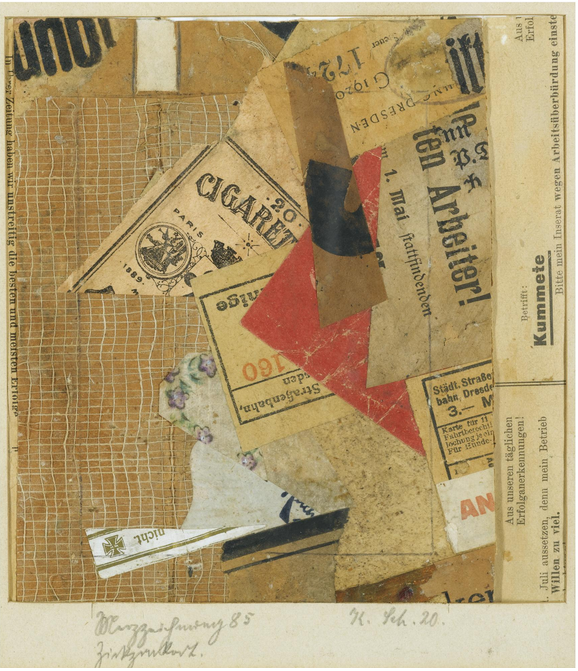
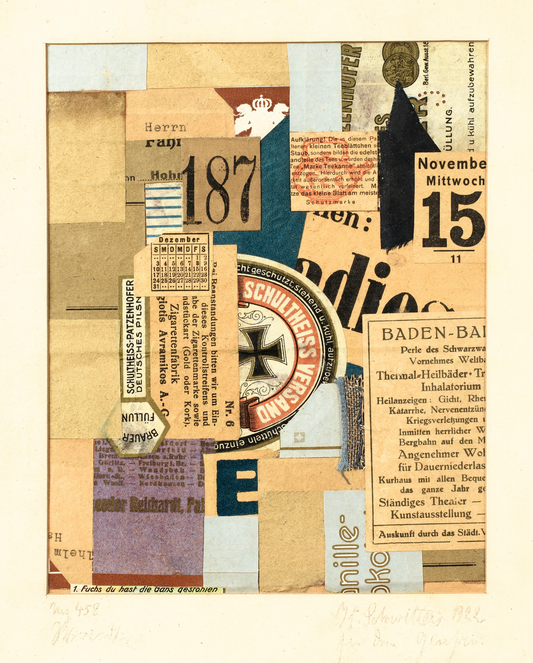
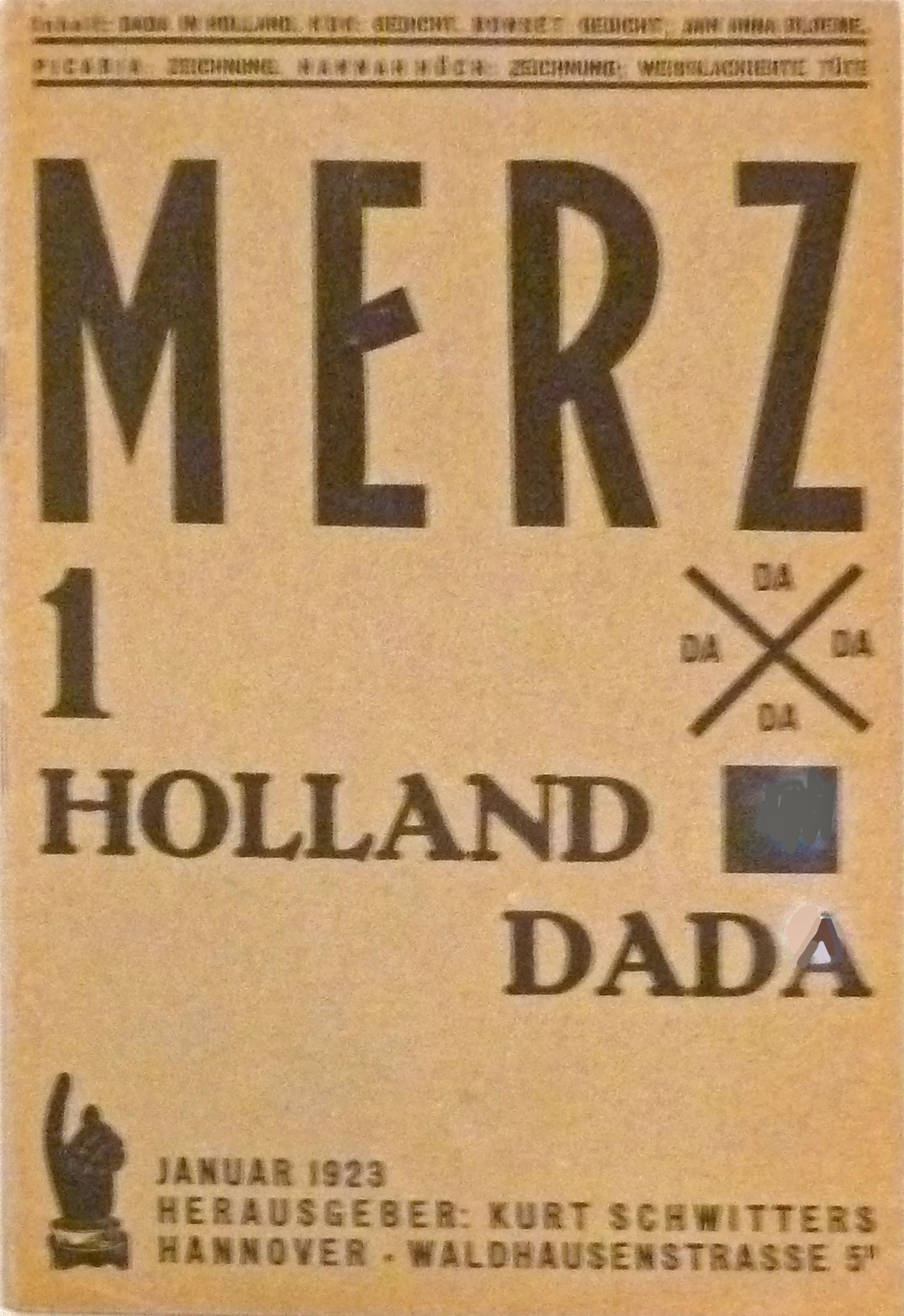
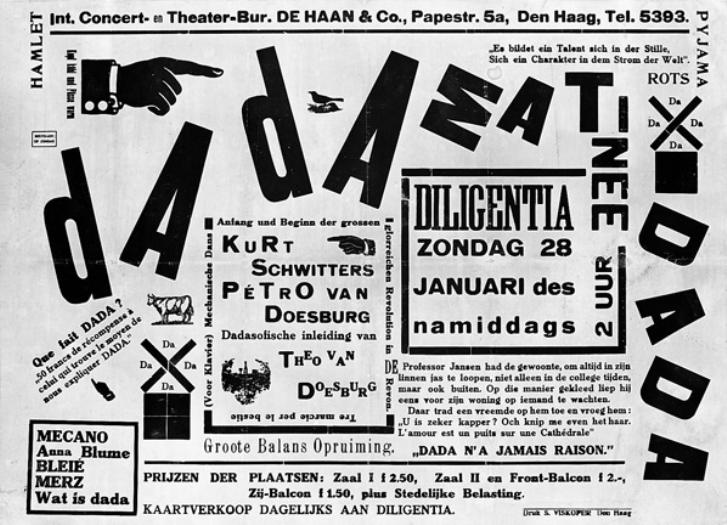
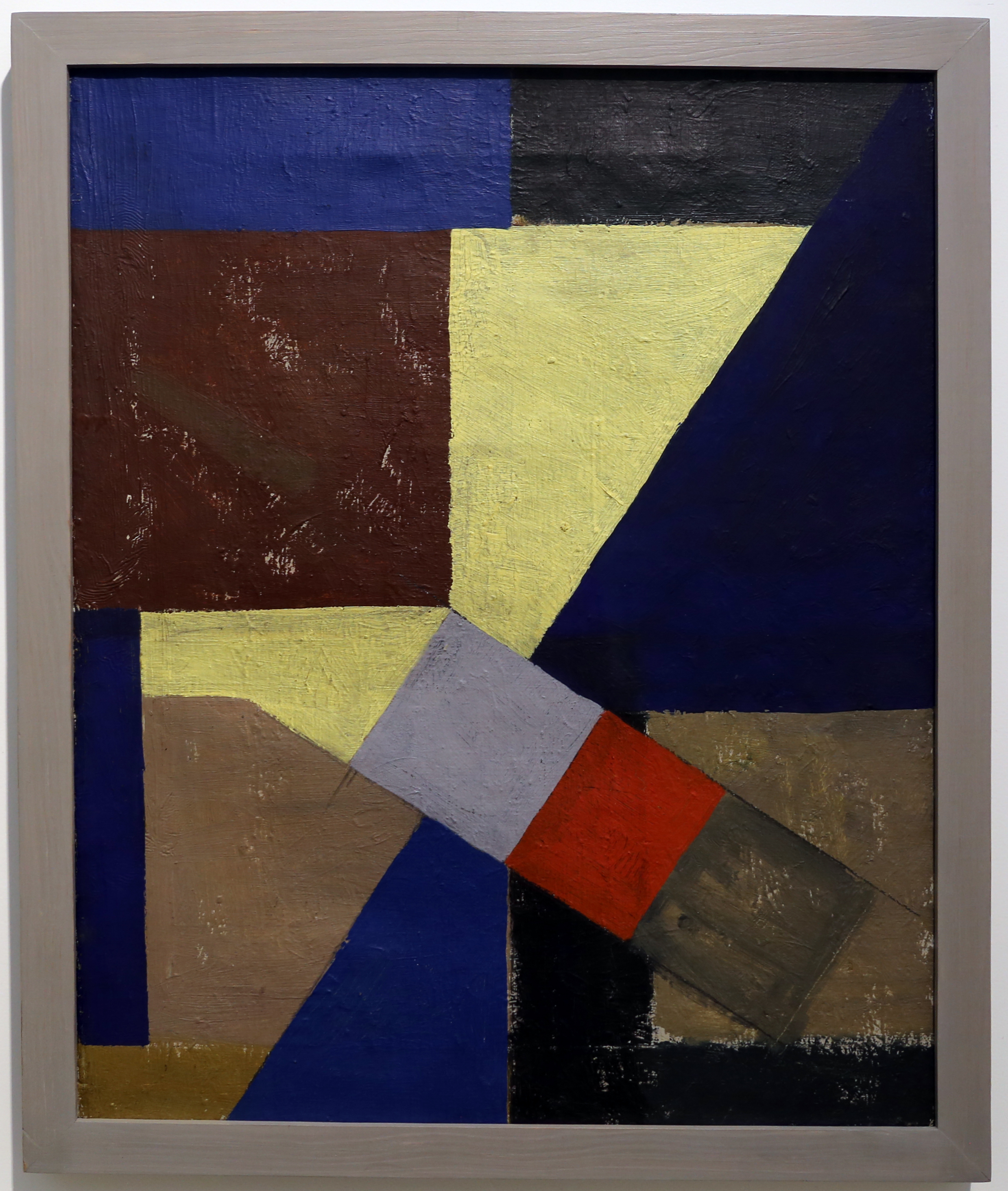
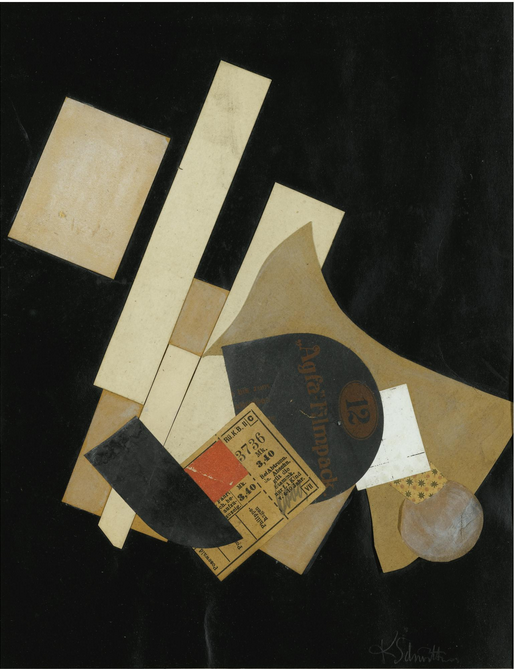
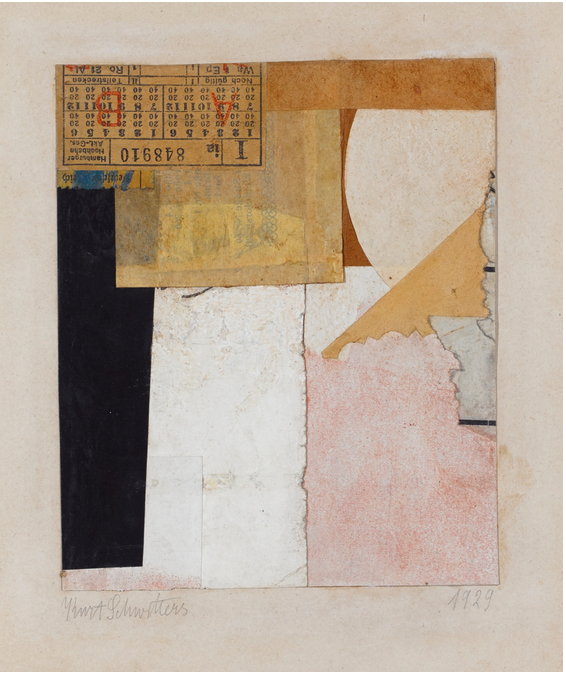
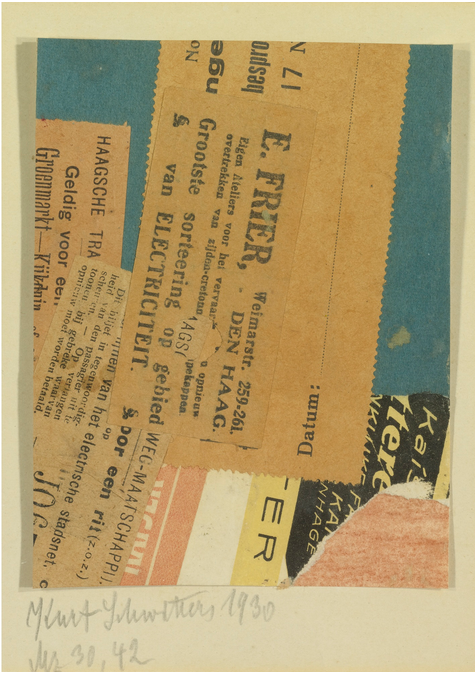
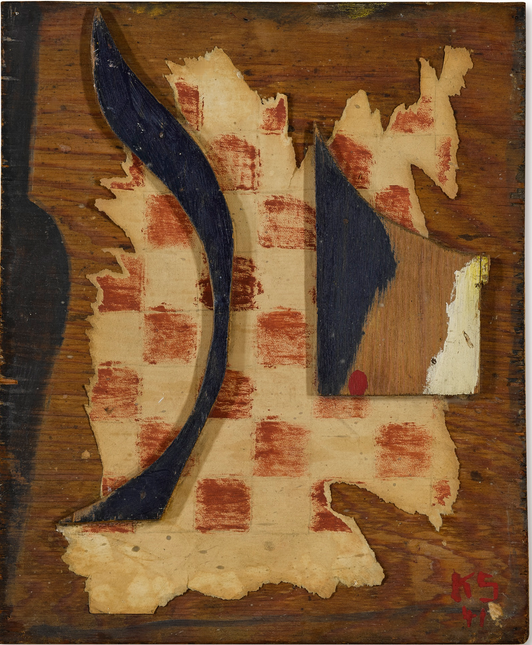
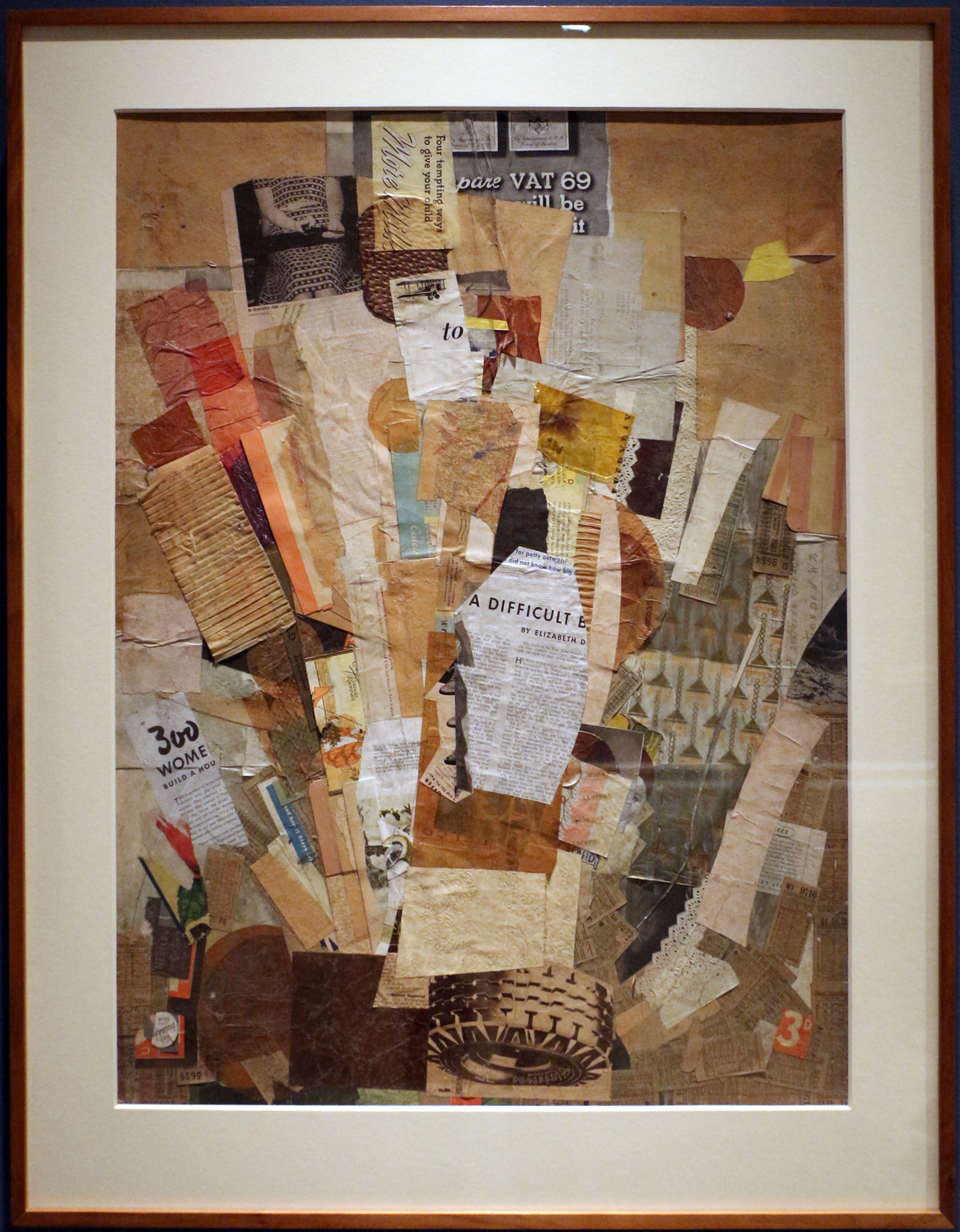
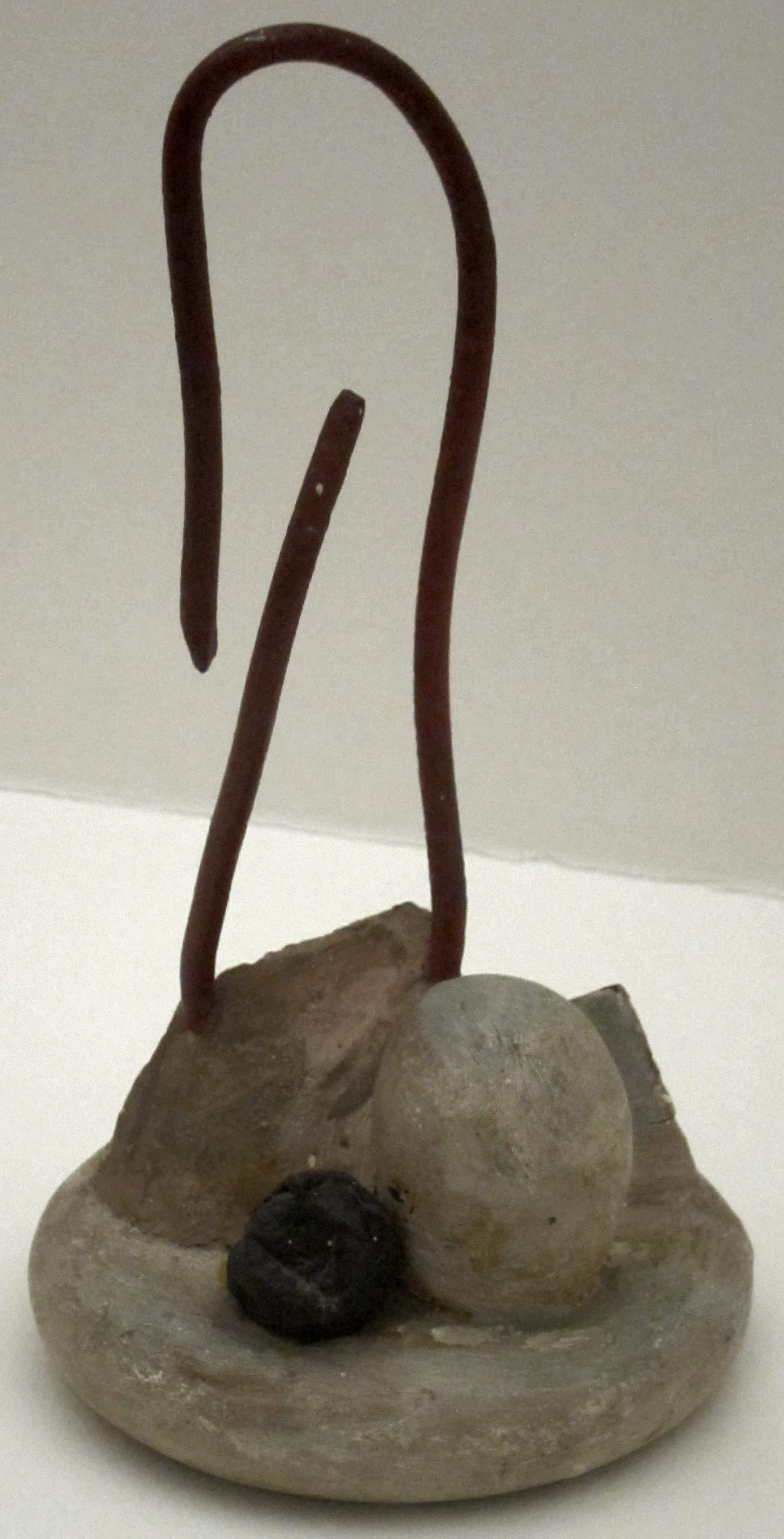
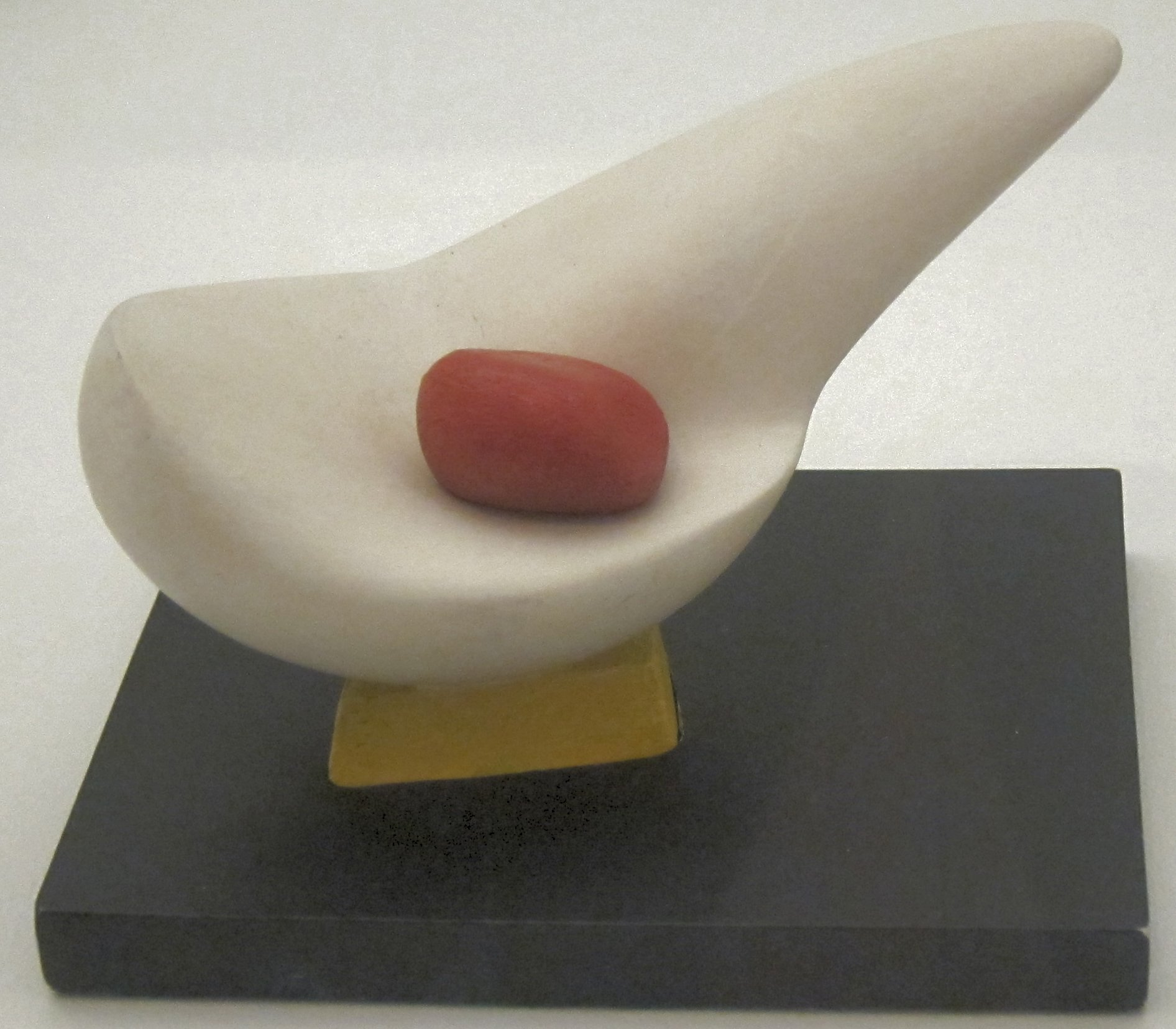
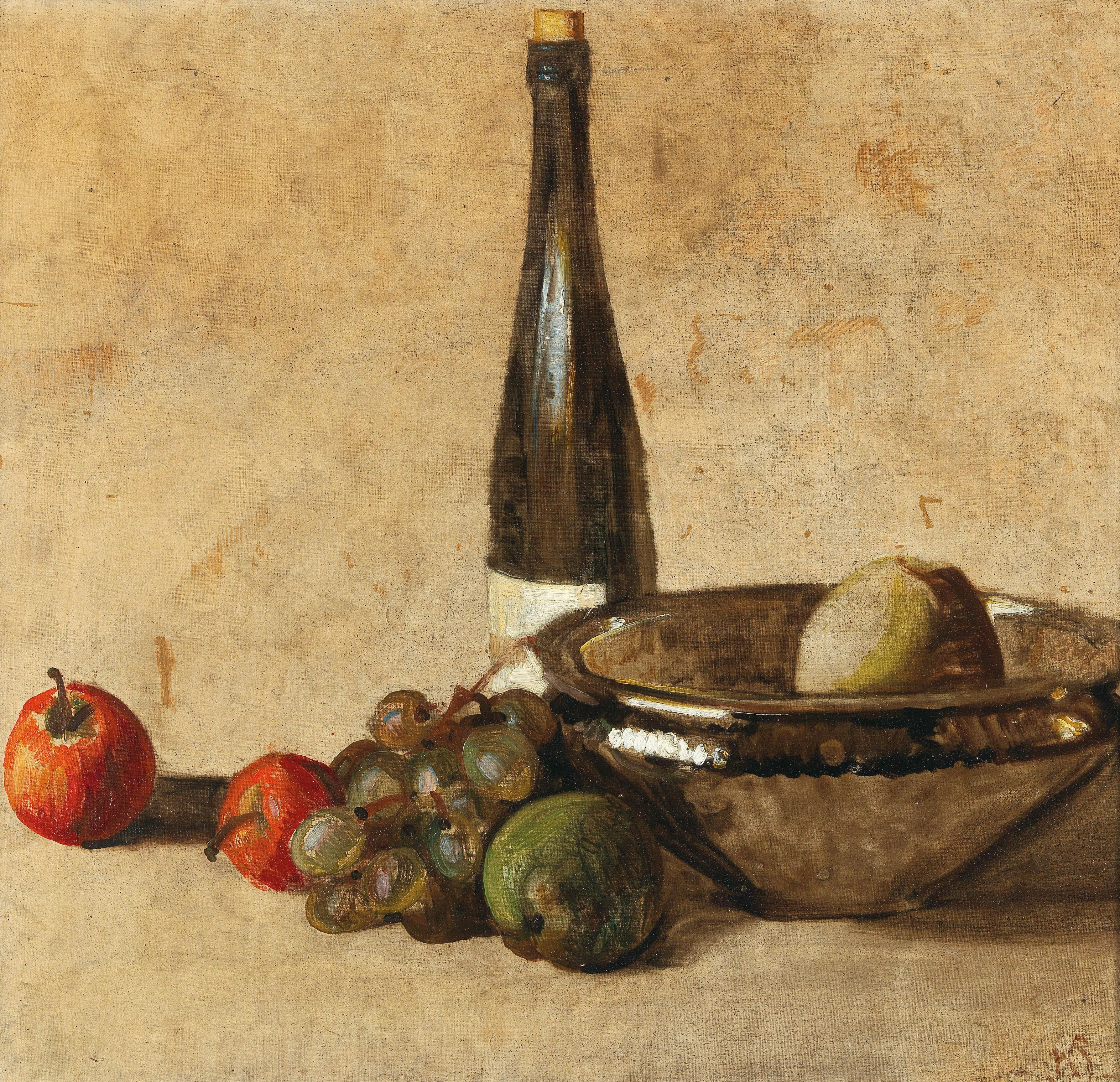